# Lissocricus retrus
Lissocricus retrus är en mångfotingart som beskrevs av Chamberlin 1955. Lissocricus retrus ingår i släktet Lissocricus och familjen Rhinocricidae. Inga underarter finns listade i Catalogue of Life.